# Gaberl
Le Gaberl est un col de montagne ainsi qu'une petite station de ski, situés près de Salla dans le sud du Land de Styrie en Autriche.
Une route raide — à l'origine une voie romaine — mène au col situé à une altitude de 1 547 mètres.
Le col est très prisé en été pour la pratique de la randonnée pédestre, et en hiver pour la pratique du ski.
Par temps dégagé, il est possible de voir le massif du Dachstein au nord-ouest, ainsi que les prémices de la Hongrie et de la Slovénie à l'est et au sud.
Depuis 2006, deux éoliennes ont été installées au niveau du col, d'une puissance de 1 600 kW.